# Aidanfield

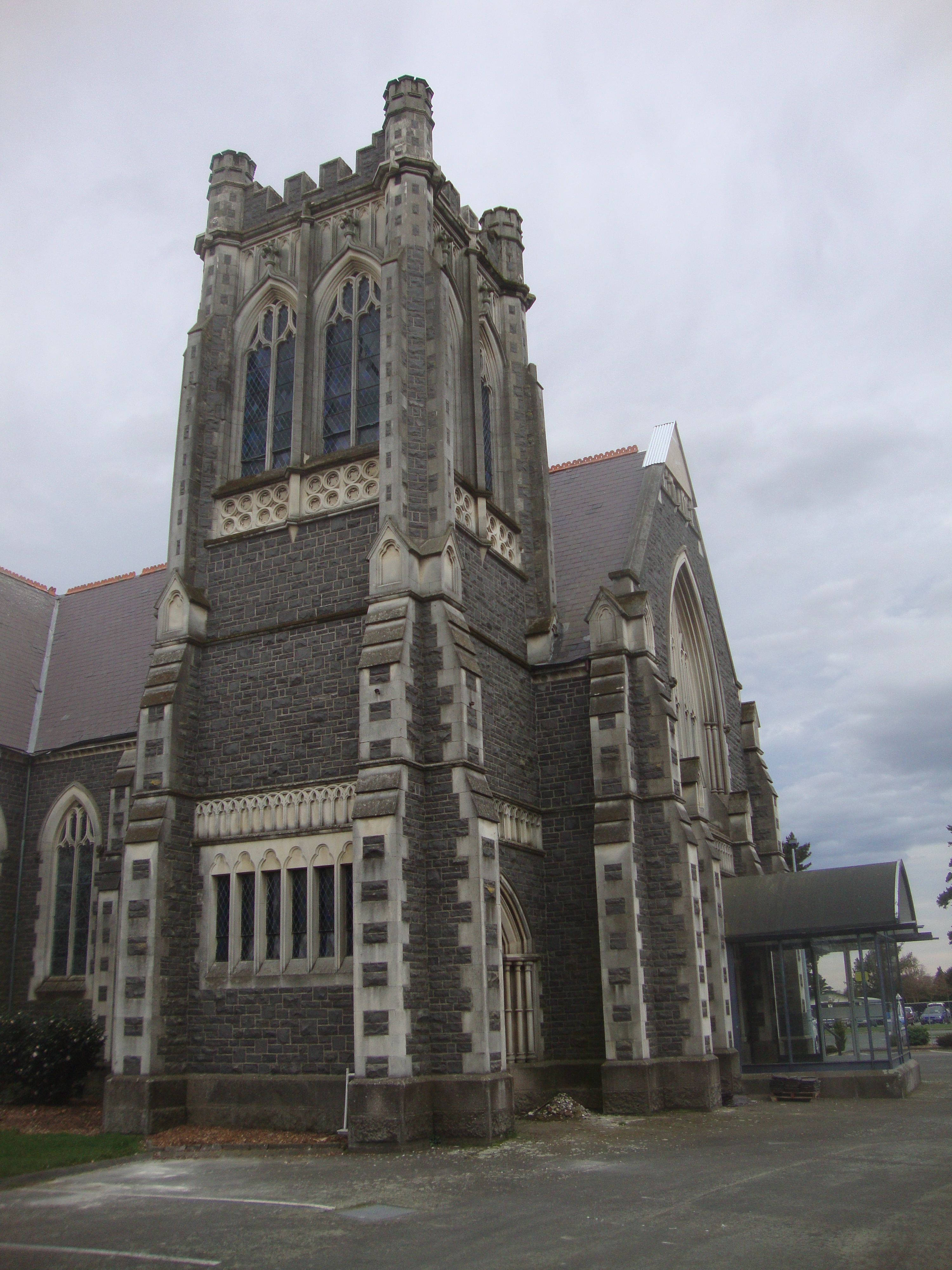
La Chapelle St Jean de Dieu, septembre 2011

Aidanfield  est une banlieue du sud-ouest de la cité de  Christchurch, dans l’Île du Sud de la Nouvelle-Zélande.

## Situation
Elle est localisée à environ 8 km du centre de la cité de Christchurch (en).. 
Aidanfield est localisé entre Halswell Road (la State Highway 75 (en)), Dunbars Road, l'Autoroute Sud d’Aukland (en), le Canterbury Agricultural Park (domicile du foire agricole de Canterbury (en)) et Templetons Road.

## Contexte historique
Le père Laurence Ginaty établit l’institut du Mont Magdala en 1886 pour fournir un domicile pour des femmes et des jeunes filles. 
Il développa une institution fournissant des soins aux femmes récemment sorties de prison, aux orphelins, et aux «filles indisciplinées».  
De nombreux bâtiments furent ainsi construits et le pic survint dans les années 1930 avec près de 500 personnes, qui vivaient dans le complexe de Mont Magdala, avec en particulier : la chapelle Saint-Jean-de-Dieu (en), conçue par Sidney and Alfred Luttrell (en) et maintenant inscrite en Catégorie I dans les structures du patrimoine par Heritage New Zealand, qui fut terminée en 1912.
Les terrains ont ainsi été la propriété de Asie de l'Est depuis l’année 1886, maintenant incorporées dans l’institut du Mount Magdala.
L’ordre catholique possédait ainsi toutes les terres autour de Mount Magdala et il décida d'en développer la plus grande partie par une subdivision pour lui fournir les supports financiers qui lui était nécessaires . 
Le journal  The Press rapporta le premier au milieu des années 2000, les plans du lotissement.

## Toponymie
La banlieue a été nommée d’après Mère Aidan Phelan (1858–1958), la supérieure au niveau de Mount Magdala de 1907 à 1920 et à nouveau de 1929 à 1936. 
Mère Aidan fut elle-même nommée d’après le saint irlandais Aidan de Lindisfarne. 
Le  nom d’Aidanfield fut approuvé le 31 janvier 2001,.

## Démographie
La zone d'Aidanfield couvre 1,68 km2.
Le secteur a une population estimée de 4 110 résidents en juin 2021 avec une densité de population de 2 446 habibants par km2. 
Aidanfield avait une population de 3 903 résidents lors du recensement de 2018 en Nouvelle-Zélande, en augmentation de 1 011 personnes (35,0 %) depuis le recensement de 2013, et une augmentation de 2 607 personnes (soit 201,2 %) depuis le recensement de 2006. 
Il y avait 1 242 logements. 
On comptait 1 842 hommes et 2 064 femmes, donnant un sexe-ratio de 0,89 homme pour une femme.
L’âge médian était de 38,1 ans (comparé avec les 37,4 ans au niveau national), avec 744 personnes (soit 19,1 %) âgées de moins de 15 ans, 717 personnes (18,4 %) âgées de 15 à 29 ans, 1 746 personnes (44,7 %) âgées de 30 à 64 ans, et 699 personnes (17,9 %) âgées de 65 ans ou plus.
L’ethnicité était pour 64,0 % européens/Pākehā, 3,8 % Māori, 1,2 % personnes du Pacifique, 33,1 % asiatiques et 2,7 % d’une autre ethnicité (le total peut faire plus de 100 % dans la mesure où une personne peut s’identifier à de multiples ethnicités).
La proportion des personnes nées outre-mer était de  35,9 %, comparée avec les 27,1 % au niveau national.
Bien que certaines personnes objectent à donner leur religion, 46,6 % n’avaient aucune religion, 43,9 % étaient chrétiens, 1,5 % étaient hindouistes, 0,8 % étaient musulmans, 1,5 % étaient bouddhistes et  1,4 % avaient une autre religion.
Parmi ceux d’au moins 15 ans d’âge, 960 personnes (30,4 %)  avaient un niveau  de bachelier ou un degré supérieur, et 465 personnes (14,7 %)  n’avaient aucune qualification formelle. 
Le revenu médian était de 33,600 $, comparé avec les 31,800 $ au niveau national. Le statut d’emploi de ceux d’au moins 15 ans était pour 1 488 personnes (47,1 %) :  employés à plein temps, 456 personnes (14,4 %) : employés à temps partiel, et 69 personnes (2,2 %) étaient sans emploi.

## Subdivision, développement et  équipements
Les premiers résidents se déplacèrent vers la localité d’Aidanfield en 2002, et en 2011, quelque 400 sections avaient été construites , quand le lotissement fut complètement développé, plus de 50 nouvelles routes avaient été créées. 
Le recensement de 2006 en Nouvelle-Zélande rapportait l’existence de 1320 résidents dans le secteur de Aidanfield.
Statistics New Zealand avait estimé la population de la banlieue en 2010 à 2400 résidents
L’ entrepreneur de la subdivision causa une controverse en 2007 en appliquant la démolition de quatre des cinq bâtiments historiques de la ferme Magdala  pour faire de la place pour des lotissement ultérieurs .
Bien que les bâtiments soient protégés dans le cadre du plan du district du conseil de la cité de Christchurch (en), les conseillers votèrent à huit contre quatre en faveur de l’approbation de l’autorisation de la démolition .
L’avis de l’équipe pour les conseillers a été que "les bâtiments de la ferme dans leur état actuel avaient une signification régionale élevée mais faible au niveau du patrimoine national et dès lors  pouvaient être considérés avec les bâtiments de la ferme Deans comme étant le bâtiments de ferme les plus significatifs restant dans Christchurch"
L’autorisation fit l’objet d’un appel devant le conseil régional de l’environnement de Canterbury (en) et l’Association des résidents de Halswell devant la cour de l’Environnement de la Nouvelle-Zélande (en), avec le New Zealand Historic Places Trust comme partie civile, mais la démolition eut lieu quand même .
Il n’y a aucune installation commerciale dans le secteur d’Aidanfield; 
les magasins les plus proches sont dans le voisinage de la localité d’Halswell, à environ 2.5 km au-delà .

## Éducation
- Le collège résidentiel d’Halswell est une école allant des années 7 à 10, pour garçons ayant des difficultés pour apprendre.

Localisé sur les terrains de Mount Magdala, l’école a un effectif de  12 élèves en mars 2022 et son taux de décile est de 2,.
- Après le séisme de 2011 à Christchurch, l’école Discovery 1 School et Unlimited Paenga Tawhiti (UPT) utilisèrent le campus de cette école.

L’UPT se déplaça vers la localité d’Ilam en 2013, alors que l’école Discovery 1 resta au niveau du collège résidentiel d’Halswell (Halswell Residential College jusqu’à ce que les deux écoles fusionnent maintenant pour former Ao Tawhiti (en), se déplaçant vers le nouveau site dans le centre de la cité.
- L’ école Aidanfield Christian School est une école intégrée au public assurant les années 1 à 10. située aussi sur les terrains de Mount Magdala. Elle a un effectif de  357 élèves en mars 2022 et a un décile de 7[23],[24].